# Väster, Malmö
Väster var ett stadsområde i Malmö kommun. Väster bildades 1 juli 2013 ur de tidigare stadsdelsförvaltningarna Hyllie och Limhamn-Bunkeflo. Stadsområdet lades ned, tillsammans med resten av stadsområdesorganisationen, 1 maj 2017.